# Pedopodisma
Pedopodisma är ett släkte av insekter. Pedopodisma ingår i familjen gräshoppor.
Kladogram enligt Catalogue of Life:
| Pedopodisma | \| \| Pedopodisma chishuia \| \| \| \| \| \| Pedopodisma emeiensis \| \| \| \| \| \| Pedopodisma rutifemoralis \| \| \| \| \| \| Pedopodisma xingshanensis \| \| \| \| |
|             | \| \| Pedopodisma chishuia \| \| \| \| \| \| Pedopodisma emeiensis \| \| \| \| \| \| Pedopodisma rutifemoralis \| \| \| \| \| \| Pedopodisma xingshanensis \| \| \| \| |
|             | Pedopodisma chishuia |
|             | |
|             | Pedopodisma emeiensis |
|             | |
|             | Pedopodisma rutifemoralis |
|             | |
|             | Pedopodisma xingshanensis |
|             | |